# Tàu du lịch

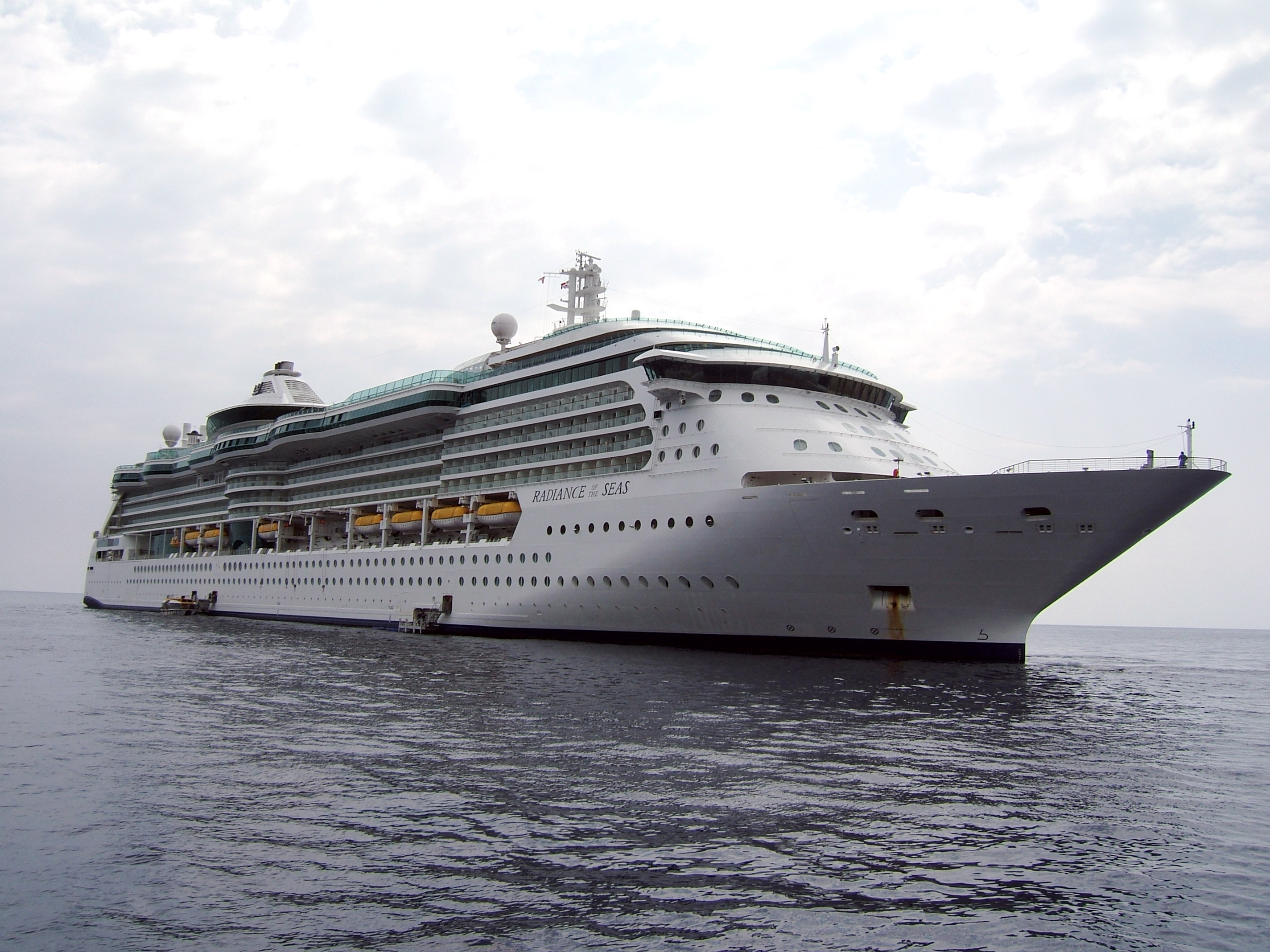
Tàu du hành Radiance of the Seas thuộc hãng Royal Caribbean International.

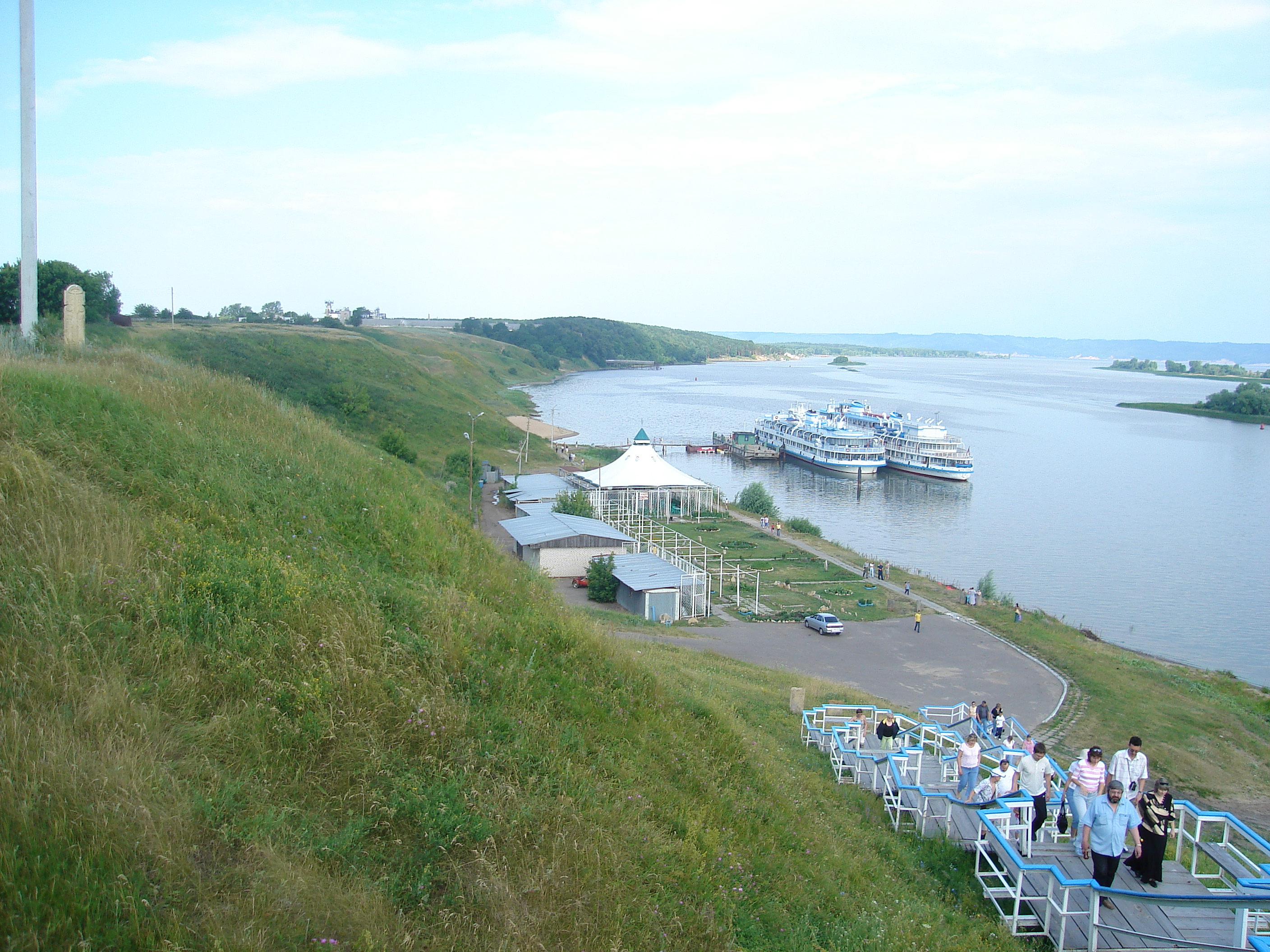
Tàu du hành trên sông ở Tatarstan.

Tàu du lịch hay tàu du hành (tiếng Anh: cruise ship) là một loại tàu hành khách rất lớn dùng trên những chuyến du ngoạn, vừa để đưa khách đến những thắng cảnh, và vừa để khách hưởng ngoạn các dịch vụ và tiện nghi trên tàu. Kỹ nghệ du lịch bằng tàu du hành đóng góp một phần lớn trong ngành du lịch nói chung. Tính trung bình từ năm 2001 thì chín chiếc tàu du hành được hạ thủy mỗi năm để phục vụ thị trường hành khách Bắc Mỹ và Âu châu. Thị trường Á châu-Thái Bình Dương nhỏ hơn và thường dùng loại tàu cũ hơn nhưng những khu vực phát triển mạnh cũng có đưa tàu mới vào phục vụ.
Tàu du hành thường chạy với điểm xuất tuyến và điểm hồi tuyến chung một cảng, khác những tàu viễn dương (ocean liner) thường không chạy tuyến khứ hồi mà ghé những bến mới liên tục. Có khi tàu viễn dương ra khơi hằng nhiều tháng trước khi trở lại bến xuất phát.
Theo thông lệ thì tàu viễn dương được đóng với tiêu chuẩn cao hơn tàu du hành để chịu những chuyến hải hành dài vượt Đại Tây Dương. Tính đến tháng Tám năm 2008 thì chỉ còn hai con tàu viễn dương, chiếc Queen Mary 2 và Queen Elizabeth II, cả hai đều thuộc công ty Cunard. Trong tương lai loại tàu viễn dương có lẽ không còn thông dụng vì thị trường ngày nay ưa chuộng loại tàu du hành.
Tàu du hành trên sông cũng cùng một mục đích như tàu đi biển nhưng thường ngắn hơn, hẹp hơn và có trọng lượng nước rẽ ít hơn để dễ đi lại trên sông.

## Lịch sử

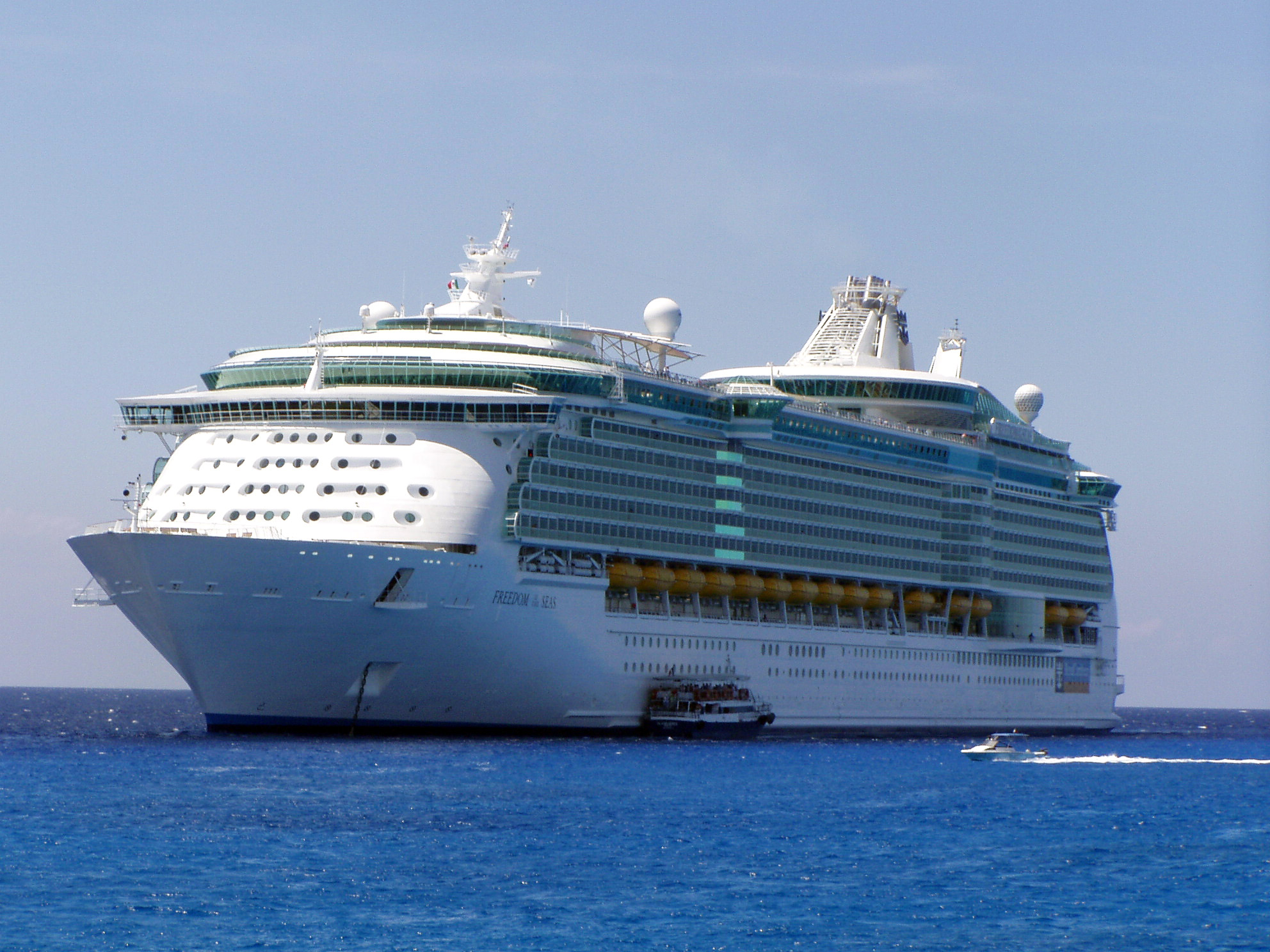
Con tàu Freedom of the Seas với trọng tấn 154.407 tấn là tàu du hành lớn nhất thế giới vào năm 2009.

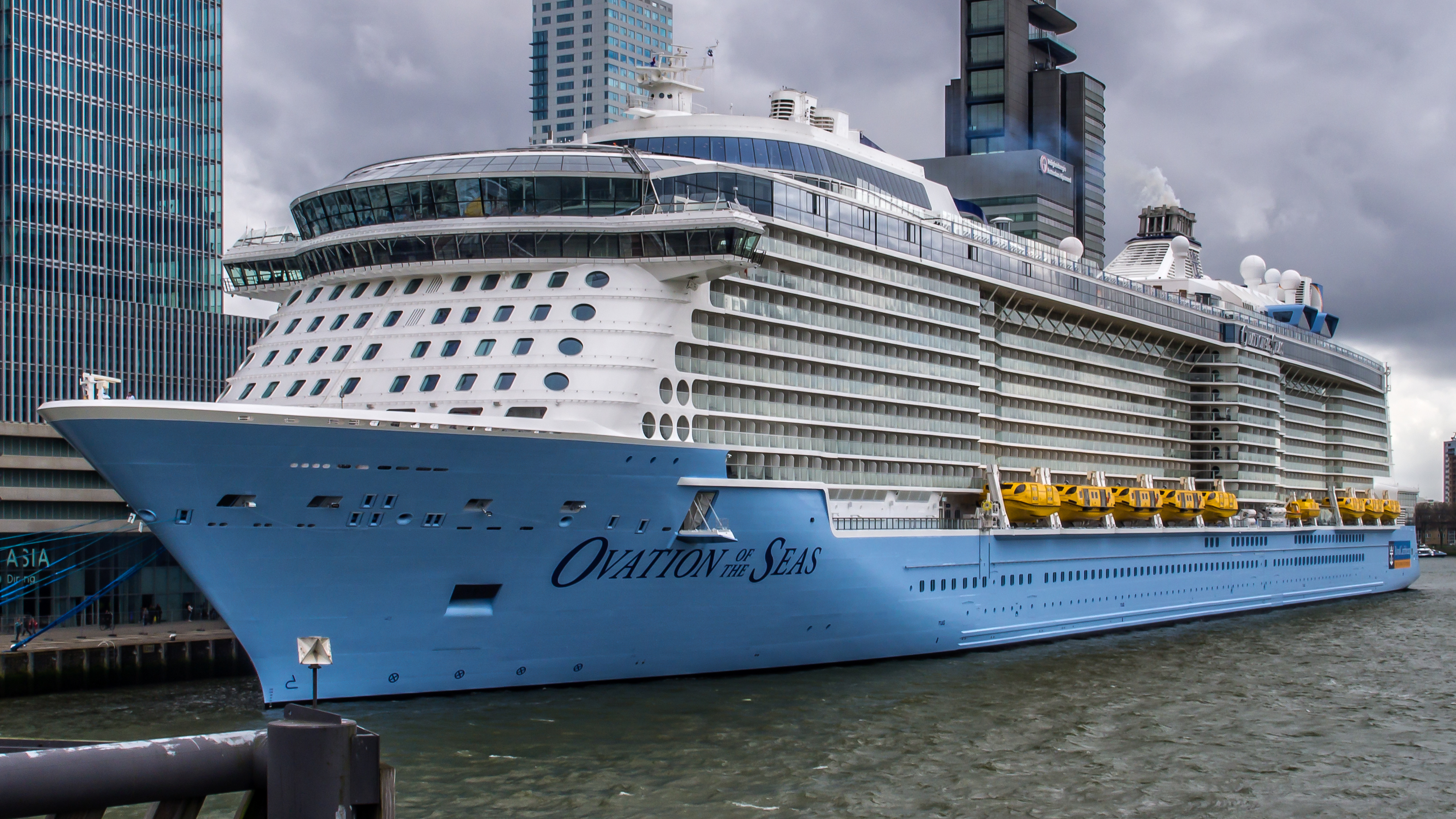
Tàu Ovation of the Seas

Chiếc tàu Prinzessin Victoria Luise là con tàu viễn dương đầu tiên do hãng Hamburg-America cho hạ thủy năm 1900. Vì hải hành vượt Đại Tây Dương phải mất ít nhất bốn ngày nên các hãng cố tìm cách cung cấp nhiều tiện nghi cho hành khách như trên con tàu Titanic lịch sử. Tiện nghi gồm có buồng riêng cho khách, thức ăn thượng hạng và những sinh hoạt mua vui như hoà tấu nhạc, khiêu vũ, v.v. Dù vậy trước Chiến tranh thế giới thứ hai tàu viễn dương vượt Đại Tây Dương đưa khách Âu châu sang Mỹ châu và ngược lại, chủ yếu là phương tiện giao thông chứ không phải là để du ngoạn. Sang thập niên 1950 và 1960 khi ngành phi vận phát triển và cạnh tranh đưa khách thì các hãng tàu viễn dương phải tìm cách khác sinh lợi và từ đó bắt đầu có những chuyến tàu du hành. Đến thập niên 1970 thì những chuyến viễn dương định kỳ bị bỏ hẳn vì không đủ 
khách.
Hãng đầu tiên cho đóng con tàu với chủ đích du hành là hãng Carnival Cruise Lines vào thập niên 1970 để đưa khách đi chơi miền biển nhiệt đới Caribe. Những con tàu về sau có trọng tải lớn dần, tăng từ 600 khách lên đến 2.000 khách. Sang thập niên 1980 thì có những con tàu du hành hạng mega-ship, có thể chở hơn 3.000 khách với đủ tiện nghi như hồ bơi, phòng thể dục, sòng bài, hý viện.
Tính đến đầu năm 2009 thì con tàu khổng lồ Freedom of the Seas của hãng Royal Caribean là tàu lớn nhất thế giới với trọng tấn là 154.407 tấn. Trong tương lai hãng Royal Caribbean còn đặt đóng hai con tàu với trọng tấn 220.000 tấn và trọng tải 5.400 khách.
Đến tháng 10 năm 2009 con tàu Oasis of the Seas do hãng STX Europe đóng tại Phần Lan và hạ thủy ở Turku với 225.282 trọng tấn được xem là con tàu lớn nhất.

## Tổ chức
Tàu du hành được tổ chức như một khách sạn nổi vì ngoài thủy thủ đoàn còn có đội phục vụ riêng cho hành khách. Những con tàu hạng sang thường có đội phục vụ đông hơn số hành khách.
Để cung ứng các tiện nghi, tàu du hành thường bốc lên nhiều tấn nhu yếu phẩm cho mỗi chuyến hải hành. Trong trường hợp con tàu Constellation của hãng Celebrity, tàu chở 999 nhân viên và 1950 hành khách thì khi cập bến, tàu này đã bốc lên hơn 10.000 kg thịt bò, 90.000 lố trứng, 12.000 lít kem lạnh cho chuyến du hành một tuần.
Tàu du hành có khi được đưa vào phục vụ mục đích ngoài việc vận chuyển du lịch. Trường hợp điển hình là nhân Thế vận hội Mùa hè 2004 ở Hy Lạp, vì nhu cầu phòng ốc, một số tàu du hành được neo ở ngoài khơi làm nơi trú ngụ cho du khách. Trường hợp khác là sau trận bão Katrina, Cơ quan Quản lý Trường hợp Khẩn cấp (Federal Emergency Management Agency, FEMA) của Hoa Kỳ đã mướn dài hạn ba con tàu du hành của hãng Carnival để cho người sơ tán tạm trú.

## Phân phối
Số lượng hành khách trên tàu du hành toàn cầu vào năm 2005 là tám triệu người (80% là cư dân Bắc Mỹ) với tiềm năng tăng trưởng đến năm 2020 thành 15 triệu người. Khu vực hoạt động chính của tàu du hành là biển Caribe với 60% chuyến, kế tiếp là vùng Địa Trung Hải.
Vì thị trường chính của các hãng tàu du hành là Bắc Mỹ nên cả ba hãng lớn nhất: Royal Caribean, Norwegian và Carnival đều đặt trụ sở điều hành ở Miami, tiểu bang Florida.

## Ngành đóng tàu
Ba hãng lớn nhất chuyên đóng tàu du hành là ba công ty ở Âu Châu:
- STX Europe với xưởng ở Na Uy, Phần Lan và Pháp.
- Fincantieri của Ý
- Meyer Werft của Đức.